# Schildkröt

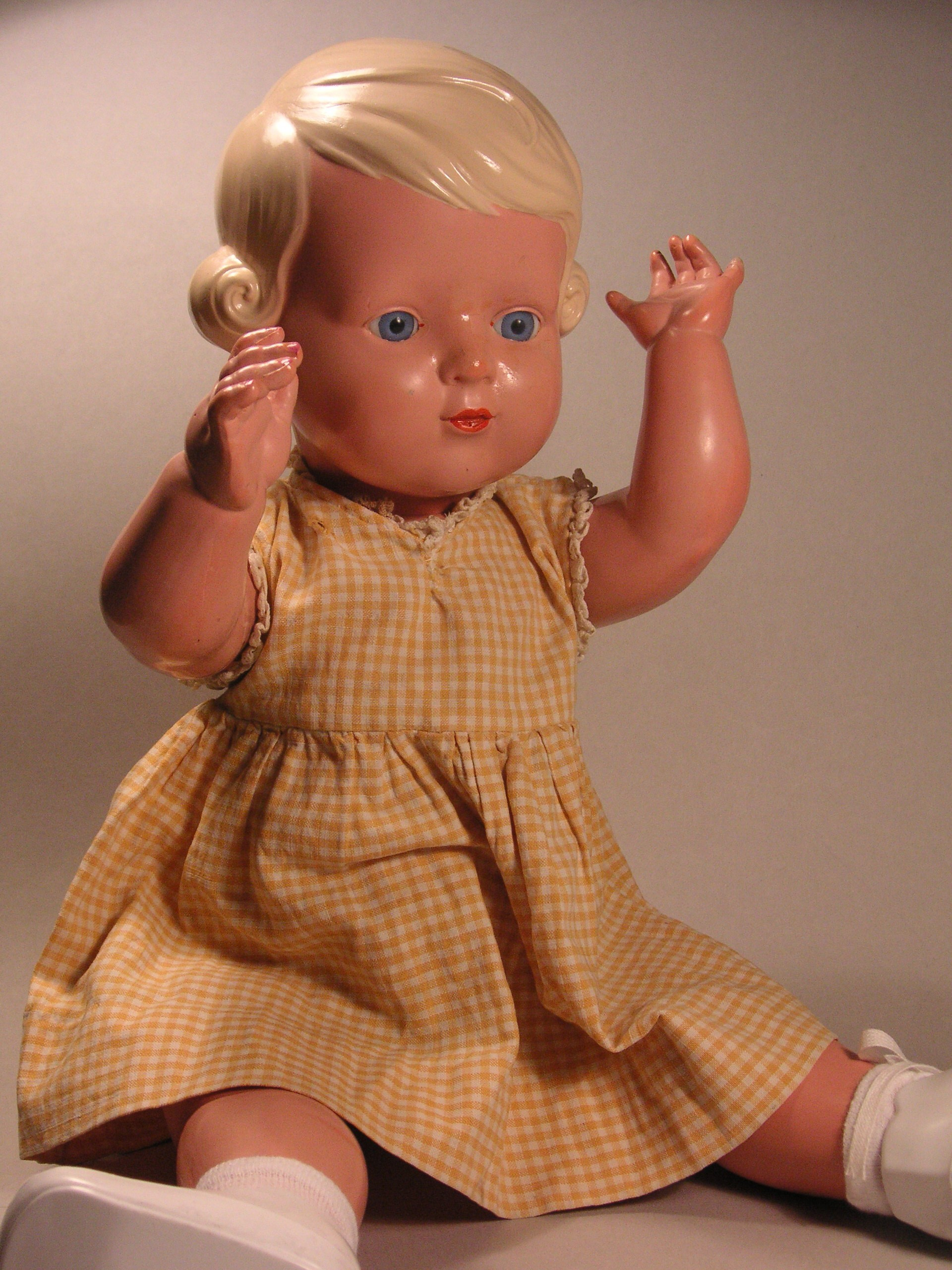
Schildkröt-Puppe „Inge“, 1950

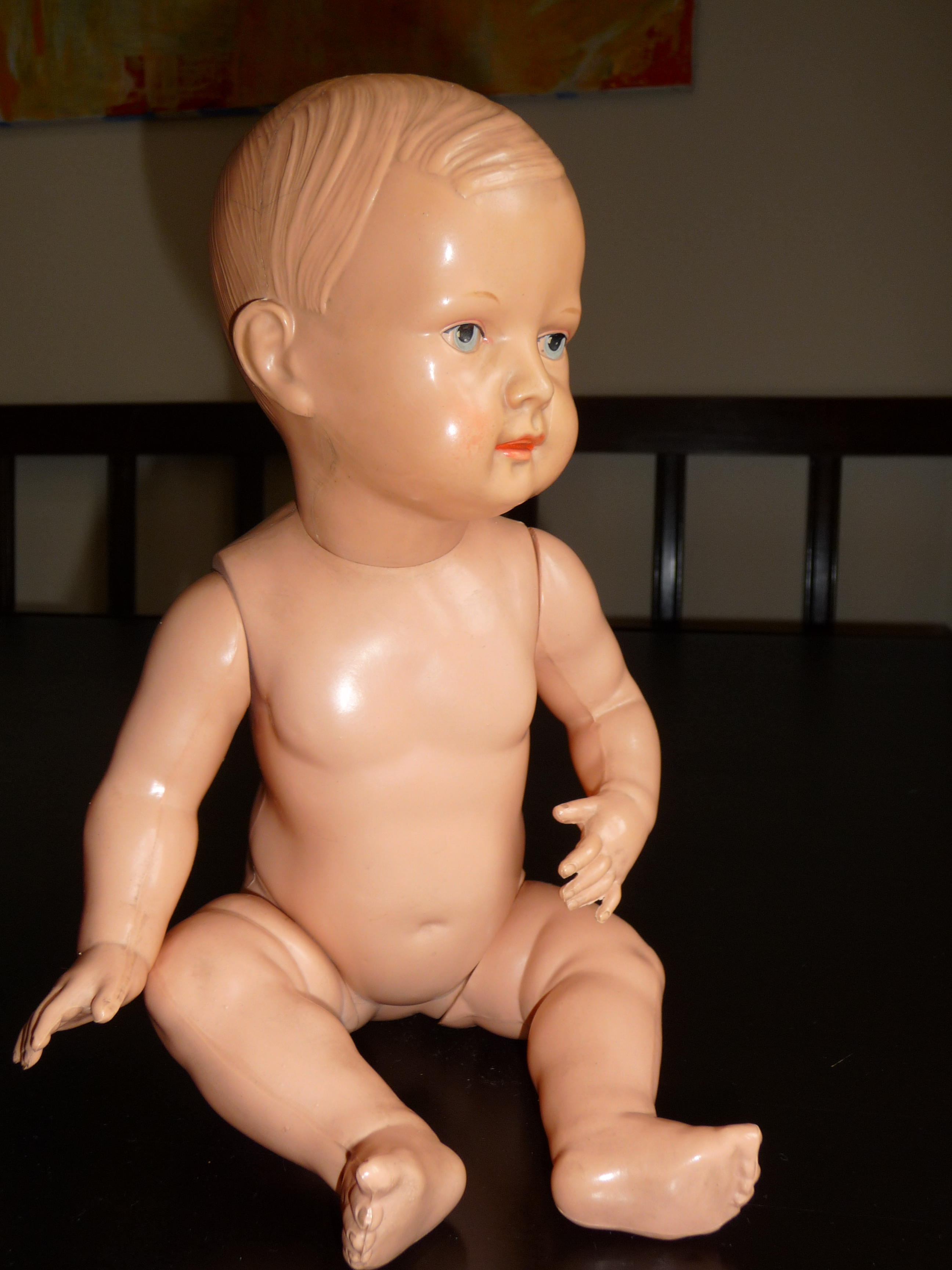
Der Bebi-Bub war eine der ersten männlichen Puppen

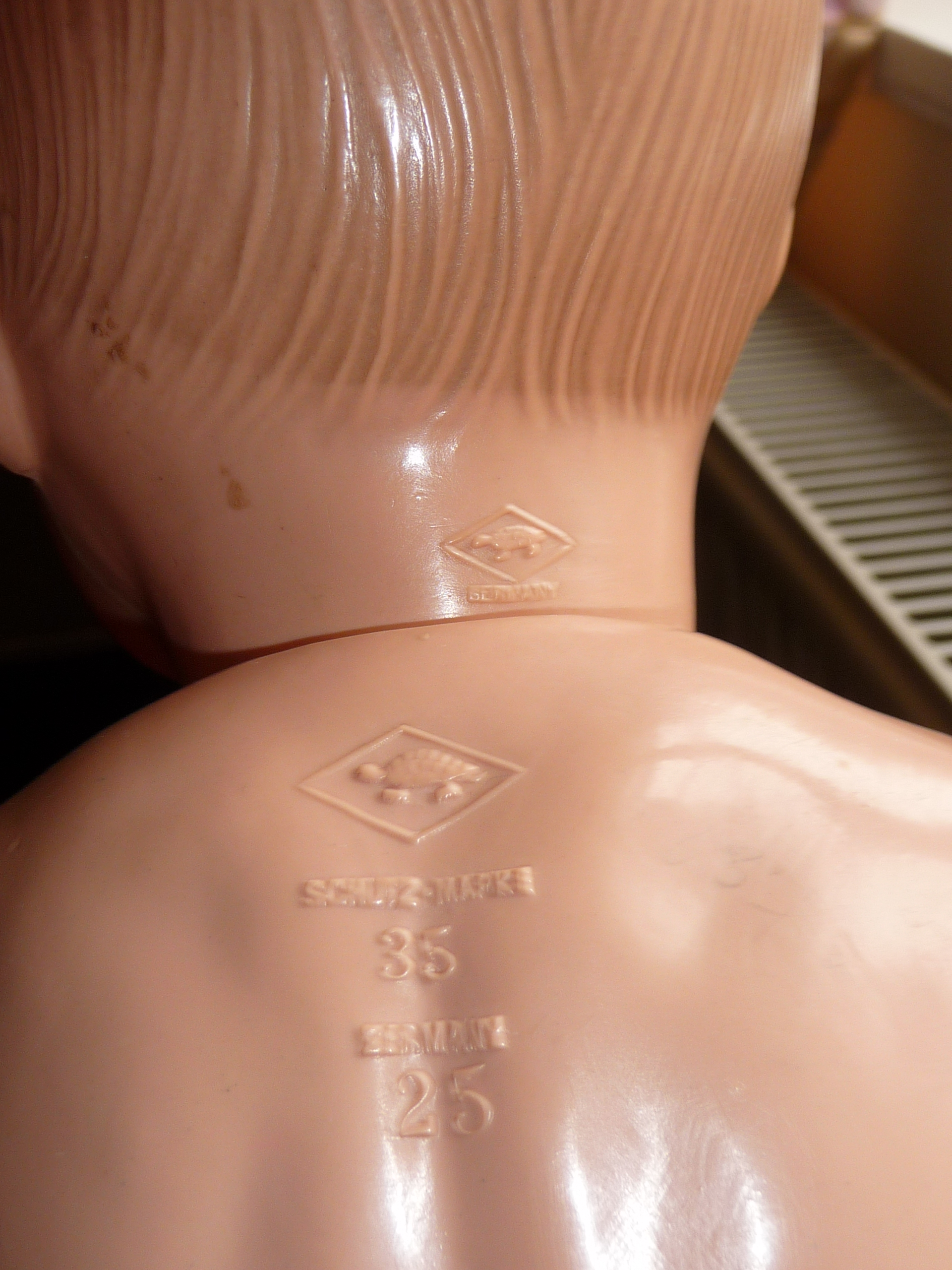
Die Firma Schildkröt markierte unter ihrem Firmenlogo das Herstellungsjahr der Puppen. Dieses Modell, ein Bebi-Bub, stammt aus dem Jahre 1925

Die Schildkröt-Puppen und Spielwaren GmbH mit dem heutigen Sitz in Rauenstein/Thüringen ist der älteste Puppenhersteller, der von 1896 bis heute durchgehend Puppen produziert.

## Firmengeschichte
1873 gründeten Viktor Lenel und sein Bruder Alfred mit dem Kaufmann Friedrich Julius Bensinger (1841–1891) und dem Bankhaus Hohenemser & Söhne in Mannheim die „Rheinische Hartgummi-Waaren-Fabrik“, in der seit 1884 Weichgummi und seit 1886 Celluloid hergestellt wurde. Am 27. März 1885 wurde die Fabrik in Neckarau durch einen Brand zerstört. Nach dem Wiederaufbau, der vom 1. April bis 31. Dezember 1885 erfolgte, firmierte sie unter der Bezeichnung „Rheinische Gummi- und Celluloidfabrik“. Bereits 1888 trat Adolf Bensinger, der älteste Sohn des Firmengründers, in den Vorstand der Gesellschaft ein. Friedrich Julius Bensinger starb im Sommer 1891. Dessen zweiter Sohn, Carl Bensinger, trat im April 1893 ebenfalls als Vorstandsmitglied in die Firma ein.
Im Jahr 1898 hatte das Betriebsgelände bereits eine Ausdehnung von 80.000 Quadratmetern. Als soziale Einrichtungen standen den Mitarbeitern neben zwei Kantinen auch eine Betriebskrankenkasse und auch eine Kohlenkasse zur Verfügung. 1908–09 wurden nach Plänen des Architekten Leopold Stober achtundvierzig Werkswohnungen, verteilt auf zwölf zweigeschossige Wohnbauten, erstellt.
Im Jahr 1900 arbeiteten 6000 Beschäftigte in rund 150 Gebäuden, in denen 65 Walzwerke und Kalander, 105 Pressen, sowie 170 Kammschneidemaschinen betrieben wurden. Die jährliche Rohcelluloidproduktion von rund 4.500 Tonnen entsprach einem Drittel der damaligen Weltproduktion. 1910 wird die Produktion von Spielzeugpuppen im Schwetzinger Werk eingestellt. Kurz nach Ausbruch des Ersten Weltkriegs bis zu dessen Ende, vom 1. Januar 1915 bis 11. November 1918, wurde die Produktion zwangsweise stillgelegt.
Das Unternehmen wurde nach 1933 enteignet/arisiert, ging aber bereits 1929 in den Einflussbereich der I.G. Farben über. Das Jahr 1929 bildete den Höhepunkt der Celluloidproduktion mit einer Jahresmenge von 40.000 Tonnen. Trotzdem blieb das Werk in den Folgejahren, insbesondere 1931/32 nicht von Massenentlassungen verschont. 1939 wurde die Spielwarenproduktion zum Verlustgeschäft. Nach der Beseitigung von Kriegsschäden erfolgte der Wiederaufbau. Bereits 1951 wurde ein Produktionsvolumen, das an die Vorkriegszeit heranreicht, erzielt.
Durch die Zusammenarbeit mit Käthe Kruse wurde 1954 eine erschwingliche Puppe aus Tortulon, einem Kunststoff auf Polypropylenbasis, der in Gegensatz zu Celluloid nicht so leicht brennbar ist, entwickelt. 1965 erfolgte die Umwandlung des Firmennamens in „Schildkröt AG, vormals Rheinische Gummi- und Celloloid-Fabrik“, zehn Jahre später, 1975, erfolgt die Einstellung der Puppenproduktion in Mannheim.
Zum 1. Januar 1993 wurde der Sitz nach Rauenstein, in der Nähe des traditionsreichen Spielzeugstandortes Sonneberg, verlegt. Seit März 2014 ist der neue Eigentümer die Stadlbauer GmbH aus Puch bei Salzburg. Anfang der 1980er Jahre wurde die Schildkröt-Produktpalette in die Bereiche Puppen, Spielwaren und Tischtennis aufgeteilt.
Den Sportartikelbereich übernahm 1984 die Familie von Keller. Über die MTS Sportartikel Vertriebs-GmbH werden Sportartikel zur Schildkröt-Marke lizenziert. Seit 2000 kooperiert diese mit DONIC.

## Produkte
Anfangs wurden hauptsächlich Schirm- und Stockgriffe, aber auch Presskämme und andere Toilettenartikel produziert. 1896 wurde die erste Puppe, eine wasserfeste „Badepuppe“, aus Zelluloid hergestellt. Das gesetzliche Warenzeichen, die „Schildkröte“, wurde im Kaiserlichen Patentamt in Berlin 1899 eingetragen und rückwirkend seit 9. Oktober 1889 geschützt. Die „Schildkröte“ als Firmenlogo sollte mit ihrem harten Panzer der Schildkröte das neuartige, robuste Material für Spielzeugpuppen symbolisieren. Zelluloid als Material war eine Revolution in der Puppenherstellung, da es bruchfest, abwaschbar, farbecht und hygienisch ist. Revolutionär war die Herstellung mit der von Robert Zeller entwickelten Blas-Press-Methode. So konnten kostengünstig Puppenköpfe und -körper, aber auch Tischtennisbälle aus Celluloid produziert werden.
Bereits 1940 wurden von der Schildkröt-Puppen GmbH in Kaufbeuren Begleithefte zu den Puppen hergestellt. Sie enthielten kindgerechte Abbildungen und Verse, so unter dem Titel: Die Schildkrötkinder im Zoo. Auf Anregung von französischen Handelspartnern entwickelte sich Schildkröt ab 1887 auch zu einem führenden Hersteller von Tischtennisbällen in Europa. Dieses Produkt wird heute beinahe ausschließlich in China und Japan hergestellt. Außerdem stellte Schildkröt Zinngießformen aus Hartgummi her, mit denen vollplastische 40-mm-Figuren (hauptsächlich deutsche Truppen um 1900, aber auch französische, preußische und britische Soldaten der Napoleonischen Kriege) gegossen werden können. Dazu kamen Gießzubehör und passende Fahrzeugbausätze. Diese Produktion bestand bis 1984. Darüber hinaus wurde ab 1939 die Verarbeitung von Igelit, ab 1955 die Herstellung von Hart-PVC-Platten „Rhenadur“ für technische Gebrauchsartikel und ab 1956 die Produktion von Weich-PVC-Folien betrieben.
Heute werden Sammlerpuppen und Spielpuppen für Kinder in Rauenstein/Thüringen produziert. Es arbeiten ca. 20 Mitarbeiter in Rauenstein, die handwerklich die Puppen herstellen. Es gibt ein Musterzimmer und einen kleinen Werksverkauf, der von jedem besucht werden kann.

## Aktuelle Situation
Schildkröt produziert heute in der Klassik Kollektion Replika in begrenzter Auflage. Diese Puppen sind Zweitauflagen von alten Modellen. Die bekanntesten Modelle sind Bebi Bub, Hans, Bärbel, Ursel, Inge, Erika und Christel. Es werden Künstlerpuppen in kleinen Auflagen mit hochwertigen Materialien produziert. Die größte Produktlinie sind die Spielpuppen, die noch am Standort Rauenstein gefertigt werden. Die Produktion und das Musterzimmer kann nach Anmeldung besichtigt werden. Ein kleiner Werksverkauf ist ebenso vorhanden.

## Museum
Seit 2016 sind die Schildkrötpuppen aus dem Firmenmuseum der Firma Schildkröt im Museum Neues Schloss Rauenstein ausgestellt.